# Pesci Combattenti (azienda)
Pesci Combattenti è una casa di produzione indipendente fondata da Cristiana Mastropietro, Riccardo Mastropietro e Giulio Testa.

## Produzione
Tra le produzioni più note vi sono Unti e bisunti, che ha scoperto il personaggio di Chef Rubio, (DMAX); Io & George (Rai3)  e Il pranzo di Mosè (Real Time), entrambi con la scrittrice Simonetta Agnello Hornby; Le ragazze del '46 (Rai3), dedicato ai 70 anni dalla conquista del diritto di voto da parte delle donne in Italia, in onda nell'ambito delle celebrazioni della Festa della Repubblica del 2 giugno. Ha inoltre co-prodotto Selfie - Le cose cambiano insieme alla Fascino PGT.

## Programmi realizzati
- Le ragazze con Gloria Guida - Rai 3
- Make a wish - Italia 1
- Nessuno può volare con Simonetta Agnello Hornby e George Hornby - LaF
- Le ragazze del '68 - Rai 3
- Totò 50 - Rai 3
- Un libro per due - LaF
- Unto e bisunto - La vera storia di Chef Rubio con Chef Rubio - DMAX
- Selfie - Le cose cambiano con Simona Ventura - Canale 5 (coprodotto con Fascino PGT)
- Il più forte con Alessio Sakara e Martín Castrogiovanni - DMAX
- Giancarlo Giannini racconta La meraviglia della scienza con Giancarlo Giannini - Nove
- Mercedes - Le strade dell'emozione (serie di cortometraggi) - Iris
- LUPI - Limited Access Area con Pablo Trincia - Nove
- Le ragazze del '46 - Rai 3
- Io & George con Simonetta Agnello Hornby e George Hornby - Rai 3
- S.O.S. Family Business - Italia 2, La5
- Natale con Benedetta con Benedetta Parodi - Real Time
- Lady Ferro - DMAX
- Il pranzo di Mosè con Simonetta Agnello Hornby - Real Time
- Life - Uomo e natura - Rete 4
- I mestieri del cinema - Iris
- Il cacciatore di tifosi con Chef Rubio - DMAX
- Unti e bisunti con Chef Rubio - DMAX
- Telenovella con Fabio Canino e Candida Morvillo - Lei
- A casa di... con Fabio Canino - Lei
- Quattroruote - NTV
- Il salone delle meraviglie - Real Time
- La clinica per rinascere - Real Time
- Scene da un matrimonio con Anna Tatangelo - Canale 5
- Scene da un compleanno con Anna Tatangelo - Canale 5